# Kolding Nordkredsen
Kolding Nordkredsen er fra 2007 en nyoprettet opstillingskreds i Sydjyllands Storkreds. I 1971-2006 indgik området i andre opstillingskredse i Vejle Amtskreds. I 1920-1970 indgik det meste af området i Vejle Amtskreds, mens en mindre del hørte til Ribe Amtskreds.

## Folketingskandidater november 2016-2018

### Valgkredsens kandidater for de pr. november 2018 opstillingsberettigede partier
| Liste | Parti                       | Kandidat | Bemærk |
| ----- | --------------------------- | --- | --- |
| A     | Socialdemokratiet           | Ove Jensen | |
| B     | Radikale Venstre            | | |
| C     | Det Konservative Folkeparti | Tine Roos Nørgaard | Det fremgår af K's hjemmeside at Nørgaard er kandidat i Kolding, ikke om det er syd-, nord-, eller begge kredse. |
| D     | Nye Borgerlige              | Per Frostholm | |
| F     | Socialistisk Folkeparti     | | |
| I     | Liberal Alliance            | | |
| O     | Dansk Folkeparti            | Karsten Brønnum | |
| V     | Venstre                     | Hans Nissen Rosenberg | |
| Ø     | Enhedslisten                | Rasmus Vestergaard Madsen | |
| Å     | Alternativet                | Karin Rohr Genz, Søren Haastrup, Rune Ranaivo Bjerremand, Edvard Korsbæk, Tina Brixen, Ditte Madvig Evald, Jens-Peter Mantorp Broberg, Bjarne Aasø, Stefan Struck Kronborg, Mette Bram | Er opstillet i samtlige opstillingskredse i Sydjyllands Storkreds                                                |